# 하나이 쇼
하나이 쇼(일본어: 花井 聖, 1989년 11월 10일 ~ )는 일본의 축구 선수이다. 현재 일본 풋볼 리그의 FC 마루야스 오카자키에서 뛰고 있다.

## 구단 경력
그는 2008년부터 2021년까지 J리그의 나고야 그램퍼스, 도쿠시마 보르티스, V-파렌 나가사키, 기라반츠 기타큐슈, 카탈레 도야마에서 활동하였다.